# Temporada 1998-99 de los Golden State Warriors
La temporada 1998-99 fue la quincuagésimo tercera de los Warriors en la NBA, la trigésimo séptima en el Área de la Bahía de San Francisco, a donde llegaron procedentes de Filadelfia, y la vigesimoctava en la ciudad de Oakland con la denominación de Golden State Warriors. La temporada regular acabó con 21 victorias y 29 derrotas, acabando en la undécima posición de la Conferencia Oeste, no logrando clasificarse para los playoffs. Debido a un cierre patronal, la temporada regular comenzó el 5 de febrero de 1999 y se redujo de 82 partidos a 50.

## Elecciones en elDraft
| Ronda | Puesto | Jugador      | Posición | Nacionalidad   | Universidad    |
| ----- | ------ | ------------ | -------- | -------------- | -------------- |
| 1     | 5      | Vince Carter | Escolta  | Estados Unidos | North Carolina |

## Temporada regular
| División Pacífico        | División Pacífico | División Pacífico | División Pacífico | División Pacífico | División Pacífico | División Pacífico | División Pacífico | División Pacífico |
| Equipo                   | G                 | P                 | %                 | PD                | Casa              | Fuera             | Div               |                   |
| ------------------------ | ----------------- | ----------------- | ----------------- | ----------------- | ----------------- | ----------------- | ----------------- | ----------------- |
| y-Portland Trail Blazers | 35                | 15                | .700              | –                 | 22–3              | 13–12             | 15–7              |                   |
| x-Los Angeles Lakers     | 31                | 19                | .620              | 4                 | 18–7              | 13–12             | 14–8              |                   |
| x-Sacramento Kings       | 27                | 23                | .540              | 8                 | 16–9              | 11–14             | 11–9              |                   |
| x-Phoenix Suns           | 27                | 23                | .540              | 8                 | 15–10             | 12–13             | 9–10              |                   |
| Seattle SuperSonics      | 25                | 25                | .500              | 10                | 17–8              | 8–17              | 11–10             |                   |
| Golden State Warriors    | 21                | 29                | .420              | 14                | 13–12             | 8–17              | 8–11              |                   |
| Los Angeles Clippers     | 9                 | 41                | .180              | 26                | 6–19              | 3–22              | 3–16              |                   |

## Estadísticas

### Temporada regular
| Jugador          | PJ | PT | MPP  | %TC  | %3P   | %TL  | RPP | APP | ROB | TPP | PPP  |
| ---------------- | -- | -- | ---- | ---- | ----- | ---- | --- | --- | --- | --- | ---- |
| John Starks      | 50 | 50 | 33.7 | .370 | .290  | .740 | 3.3 | 4.7 | 1.4 | .1  | 13.8 |
| Donyell Marshall | 48 | 20 | 26.0 | .421 | .361  | .727 | 7.1 | 1.4 | 1.0 | .8  | 11.0 |
| Chris Mills      | 47 | 24 | 29.7 | .411 | .278  | .823 | 5.0 | 2.2 | .8  | .3  | 10.3 |
| Antawn Jamison   | 47 | 24 | 22.5 | .452 | .300  | .588 | 6.4 | .7  | .8  | .3  | 9.6  |
| Bimbo Coles      | 48 | 32 | 26.5 | .442 | .240  | .822 | 2.4 | 4.6 | .9  | .2  | 9.5  |
| Terry Cummings   | 50 | 0  | 20.2 | .439 | 1.000 | .711 | 5.1 | 1.2 | .9  | .2  | 9.1  |
| Erick Dampier    | 50 | 50 | 28.3 | .389 |       | .588 | 7.6 | 1.1 | .5  | 1.2 | 8.8  |
| Jason Caffey     | 35 | 32 | 25.0 | .444 | .000  | .633 | 5.9 | .5  | .7  | .3  | 8.8  |
| Tony Delk        | 36 | 13 | 17.5 | .364 | .242  | .648 | 1.5 | 2.6 | .4  | .2  | 6.8  |
| Muggsy Bogues    | 36 | 5  | 19.8 | .494 | .000  | .861 | 2.0 | 3.7 | 1.2 | .0  | 5.1  |
| Adonal Foyle     | 44 | 0  | 14.0 | .430 |       | .490 | 4.4 | .4  | .3  | 1.0 | 2.9  |
| Felton Spencer   | 26 | 0  | 6.1  | .455 |       | .462 | 1.8 | .0  | .2  | .4  | 1.6  |
| Duane Ferrell    | 8  | 0  | 5.8  | .071 |       | .750 | .8  | .0  | .1  | .1  | .6   |

## Galardones y récords
| Jugador        | Galardón                                |
| Antawn Jamison | 2.º Mejor quinteto de rookies de la NBA |